# 軽軌愛河橋
軽軌愛河橋（けいきあいがきょう、チングゥイ・アイフーチャオ、繁体字中国語: 輕軌愛河橋）、または単に愛河橋（あいがきょう）は台湾高雄市苓雅区と塩埕区に跨る愛河（旧称：高雄川）に架かる高雄ライトレールの鉄道橋。光栄碼頭駅と真愛碼頭駅の間にある。
愛河に架かる橋としては最も河口側にあり、遊歩道も併設されている。用途と時代の変遷により、俗称を含む名称は苓雅寮鉄橋、苓雅寮大橋、愛河旧鉄橋と様々である。
前身となる台湾総督府鉄道時代に開通した台湾鉄路管理局（台鉄）高雄臨港線（廃線）の苓雅寮鉄橋（れいがりょうてっきょう、リンヤーリャオ・ティエチャオ、繁体字中国語: 苓雅寮鐵橋）あるいは苓雅寮大橋（れいがりょうだいきょう、リンヤーリャオ・ダーチャオ）についても本項で述べる。

## 沿革

### 高雄臨港線苓雅寮鉄橋
日本統治時代に高雄港拡張と市内環状鉄道構想により高雄港駅からの貨物支線が入船線、あるいは「北裏岸壁線」という名称で高雄川（愛河の旧称）西岸の入船町（現在の駁二芸術特区大義倉庫街に相当）まで伸びていた。高雄川河口に架橋し苓雅寮まで支線が延長された際に苓雅寮大橋として開通、戦後も2008年まで使用された。
形式はU字型桁3連の下路式桁橋(p7-24)
1936年に入船線を延伸する形での当鉄橋架設を含む「第三期高雄港拡張計画」が発表され、苓雅寮大橋として開通した。
竣工時期は不明だが、1940年前後と推定されている。1943年の地形図や米軍の地図には臨港線が掲載されている。
戦時中は鋼材が供出されたが、戦後1949年6月に橋は修復された。1967年には桁が架け替えられた(p7-24)。
2006年、高雄ランタン・フェスティバルのために木製の桟道となり、その後も列車は運転されることはなかった(p86)。
|                                 |                        |
| 米軍作成の戦前地図 （1944年頃） | 苓雅寮鉄道橋（2013年） |

### 自転車道
その後、市工務局により西臨港線自転車道に組み込まれ、愛河旧鉄橋となる。
2008年11月19日、臨港線施設撤去。
2013年6月、高雄市政府文化局により暫定古蹟に登録される。
2014年1月11日、旧鉄橋撤去開始。旧臨港線および自転車道の桁を撤去してから、既存橋脚を取り囲むようにライトレール用橋脚の設置とアーチ桁の仮設が行われた。
|                  |                                     |
| 西臨港線自行車道 | 旧橋桁を撤去し再建中の橋 （2016年） |

### 軽軌愛河橋
- 2015年10月14日、施工業者のゼネコン長鴻営造が破綻し、工期遅れの原因となった[16]。

- 2016年
  - 8月24日、橋桁連結[17]。
  - 12月7日、台鉄の旧橋桁が元の位置に戻された[18][19][20]。

- 2017年
  - 6月30日、高雄LRTの高雄展覧館駅から駁二大義駅までの延伸開業に伴い再開通[21]。
  - 11月14日　行政院公共工程委員会主催の第17回公共工程金質奨で愛河高架橋が土木部門で唯一最高ランクの特優を獲得[22][23]。
  - 12月3日、台鉄旧鉄橋部分を遊歩道として再開放[24]。

### 仕様
| ← 哈瑪星（西岸） 籬仔内（東岸） →                                |          |        |        |        |          |        |            |            |            |            |            |            |            |                                        |                                        |                                        |                                        |                                        |                                        |                                        |        |        |        |      |
| 地上                                                             | 高架橋   | 高架橋 | 高架橋 | 高架橋 | 高架橋   | 高架橋 | 真愛碼頭駅 | 真愛碼頭駅 | 真愛碼頭駅 | 真愛碼頭駅 | 真愛碼頭駅 | 真愛碼頭駅 | 真愛碼頭駅 | アーチ橋 旧・苓雅寮鉄橋/現・軽軌愛河橋 | アーチ橋 旧・苓雅寮鉄橋/現・軽軌愛河橋 | アーチ橋 旧・苓雅寮鉄橋/現・軽軌愛河橋 | アーチ橋 旧・苓雅寮鉄橋/現・軽軌愛河橋 | アーチ橋 旧・苓雅寮鉄橋/現・軽軌愛河橋 | アーチ橋 旧・苓雅寮鉄橋/現・軽軌愛河橋 | アーチ橋 旧・苓雅寮鉄橋/現・軽軌愛河橋 | 高架橋 | 高架橋 | 高架橋 | 地上 |
| 地上                                                             | 30.0 (m) | 一     | ～     | 十三   | 30.0 (m) | 十四   | 十四       | 20.0 (m)   | 十五       | 20.0 (m)   | 十六       | 19.6 (m)   | 十七       | 十七                                   | 40.0 (m)                               | 十八                                   | 32.2 (m)                               | 十九                                   | 40.0 (m)                               | 二十                                   | 二十   | 3x30.0 |        | 地上 |
| 表中の漢数字は橋脚の番号を、アラビア数字はスパン長(p118)を表す。 |          |        |        |        |          |        |            |            |            |            |            |            |            |                                        |                                        |                                        |                                        |                                        |                                        |                                        |        |        |        |      |

ライトレール1期区間でこの橋の前後のみ高架橋となっており、その区間全体を「愛河高架橋」ともいう。ライトレール用の橋両側に遊歩道が併設されており、上流側には旧鉄橋の桁を戻したものが再活用されている。
アーチ橋部分の全長は112.266mで、東側から40.057メートル、32.169メートル、40.0メートルの3連桁となっている。軌道はフローティングスラブ軌道が用いられている(p119)。
台鉄時代の橋脚は意匠をアーチ橋にも引き継ぐように配慮されたほか、2001年から毎年高雄で開催されている旧暦元宵（小正月）高雄ランタン・フェスティバルは愛河が主会場であることから、各種イベント時に舞台装置となるようアーチ部をライトアップできる仕掛けになっている。国慶節には「青天白日満地紅旗の藍、白、紅」の3色が、クリスマスには赤と緑など、国定休日のテーマごとに色合いを変化させられる。架け替えの事業費は約1.6億元(p9-20)。
また、イベント時の見物客上流側に復元された旧鉄橋の東側は元あったガジュマルの樹の木陰をモチーフに高さ9mのスロープで地上と連結され、ライトレール乗客以外もアクセスできる。

### 註釈
1. ↑  愛河上流、台鉄屏東線寿山駅と三塊厝駅間にあり、1995年に撤去された三角線の橋梁も愛河鉄橋と称していた[3](p85)。